# 1795
1795 (MDCCXCV) var ett normalår som började en torsdag i den gregorianska kalendern och ett normalår som började en måndag i den julianska kalendern.

## Händelser

### Januari

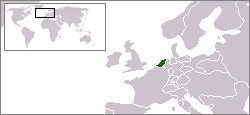
Bataviska republiken.

- 18 januari – Vilhelm V av Oranien flyr Nederländerna.
- 19 januari – Bataviska republiken skapas.

### Mars
- Mars – Gustav Adolf Reuterholm avskaffar Svenska Akademien på grund av hans misstänksamhet mot allt gustavianskt och allt radikalt.[1]

### Maj
- 20 maj – Revolten 1 Prairial år III äger rum i Paris.

### Juni

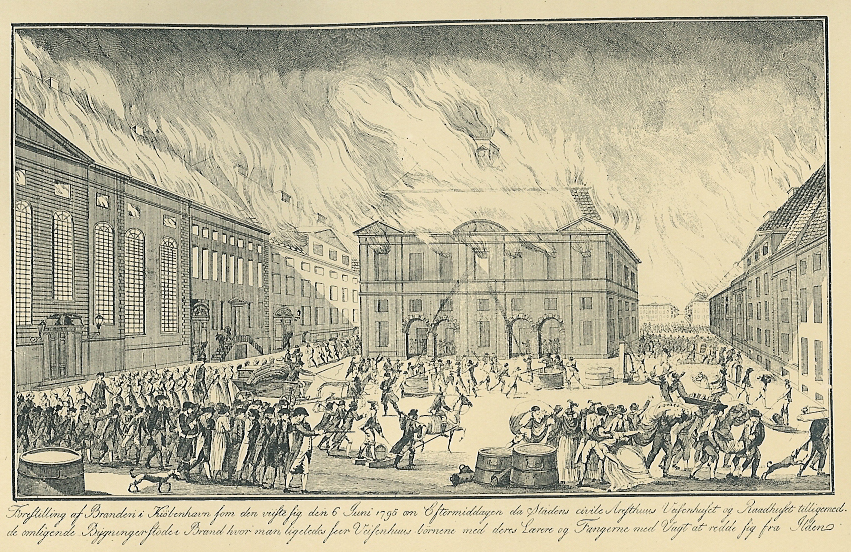
Köpenhamn brinner.

- 5 juni – Köpenhamn drabbas av en brand.[2]

### April
- 26 april – Österrike annekterar Kraków.[3]

### Oktober
- 5 oktober – Rojalistiska upprorstrupper krossas av den revolutionstrogna armén i det så kallade Vendémiaire-upproret i Paris.
- 24 oktober – Polen invaderas och styckas upp för sista gången mellan Ryssland, Preussen och Österrike. Därmed upphör Polen-Litauen att existera.
- 25 oktober – Institut de France bildas.

### Okänt datum
- Grundämnet zink upptäcks av kemisten Jöns Jacob Berzelius.
- Strömsholms kanal i Sverige står färdig.[4]

## Födda

### Första kvartalet

#### Januari
- 26 januari – Policarpa Salavarrieta, colombiansk nationalhjältinna. (död 1817)

#### Februari
- 1 februari – William Dunn Moseley, amerikansk demokratisk politiker, guvernör i Florida 1845–1849. (död 1863)
- 7 februari – Anders Fryxell, svensk präst och författare. (död 1881)
- 8 februari – Nathaniel P. Tallmadge, amerikansk politiker. (död 1864)

#### Mars
- 5 mars – André B. Roman, amerikansk politiker, guvernör i Louisiana 1831–1835 och 1839–1843. (död 1866)
- 12 mars – George Tyler Wood, amerikansk demokratisk politiker och militär, guvernör i Texas 1847–1849. (död 1858)
- 22 mars – Magnus Kristian Retzius, svensk läkare. (död 1871)

### Andra kvartalet

#### April
- 17 april – George Edmund Badger, amerikansk politiker. (död 1866)
- 21 april – Vincenzo Pallotti, italiensk romersk-katolsk präst och ordensgrundare, helgon. (död 1850)

#### Maj
- 4 maj – Annestine Beyer, dansk kvinnorättsaktivist och reformpedagog. (död 1884)
- 13 maj – Charles Manly, amerikansk politiker, guvernör i North Carolina 1849–1851. (död 1871)

#### Juni
- 6 juni – Bedford Brown, amerikansk politiker, senator 1829–1840. (död 1870)

### Tredje kvartalet

#### Juli
- 20 juli – Hiland Hall, amerikansk politiker, guvernör i Vermont 1858–1860. (död 1885)

#### Augusti
- 20 augusti – Robert F. Stockton, amerikansk militär och demokratisk politiker, senator 1851–1853. (död 1866)

#### September
- 11 september – Henrik Reuterdahl, svensk ärkebiskop 1856–1870. (död 1870)
- 17 september – Saverio Mercadante, italiensk kompositör. (död 1870)
- 18 september – Anders Fjellner, samisk präst och poet. (död 1876)
- 22 september – Jesse Speight, amerikansk demokratisk politiker, senator 1845–1847. (död 1847)

### Fjärde kvartalet

#### Oktober
- 15 oktober – Fredrik Vilhelm IV, kung av Preussen 1840–1861. (död 1861)
- 24 oktober – Giuseppe Bofondi, italiensk kardinal. (död 1867)
- 31 oktober – John Keats, brittisk poet. (död 1821)

#### November
- 2 november – James K. Polk, amerikansk politiker, USA:s president 1845–1849. (död 1849)
- 11 november – Moritz Heinrich Romberg, tysk neurolog. (död 1873)
- 29 november – Eduard Gerhard, tysk arkeolog. (död 1867)

#### December
- 4 december – Thomas Carlyle, skotsk författare och historiker. (död 1881)
- 10 december – Matthias W. Baldwin, amerikansk lokomotivfabrikant. (död 1866)
- 12 december – Anton Frederik Tscherning, dansk politiker och militär. (död 1874)
- 21 december – Leopold von Ranke, tysk historiker. (död 1886)
- 26 december – J.A. Pripp, svensk bryggare, grundare av Pripps. (död 1865)

## Avlidna

### Första kvartalet

#### Januari
- 3 januari – Josiah Wedgwood, 64, brittisk industrialist.
- 26 januari – Johann Christoph Friedrich Bach, 62, tysk kompositör.

#### Februari
- 11 februari – Carl Michael Bellman, 55, svensk skald.

#### Mars
- 21 mars – Honoré III, 74, regerande furste av Monaco sedan 1733.

### Andra kvartalet

#### April
- 20 april – Johan Henric Kellgren, 43, svensk teaterman och kritiker.

#### Maj
- 7 maj – Antoine Fouquier-Tinville, 48, fransk jurist och politiker (avrättad).
- 27 maj – Ewald Friedrich von Hertzberg, 69, tysk greve och statsman.

#### Juni
- 8 juni – Ludvig XVII, 10, titulärkung av Frankrike sedan 1793.
- 18 juni – Marie Marguerite Bihéron, 75, fransk anatom.

### Tredje kvartalet

#### Juli
- 5 juli – Antonio de Ulloa, 79, spansk upptäcktsresande, författare och astronom.

#### Augusti
- 18 augusti – Bénigne Gagneraux, 38, fransk konstnär.
- 31 augusti – François-André Danican Philidor, 68, fransk kompositör och schackspelare.

#### September
- 27 september – Madeleine Eggendorffer, 51, schweizisk förläggare och bokhandlare.

### Fjärde kvartalet

#### Oktober
- 25 oktober – Francesco Antonio Uttini, 72, italiensk-svensk kompositör.

#### November
- 18 november – Antonio Cavallucci, 43, italiensk målare.

#### December
- 19 december – Tyge Rothe, 64, dansk författare.

### Fotnoter
1. ↑  Svenska Akademien Arkiverad 28 juni 2011 hämtat från the Wayback Machine.
2. ↑  Europas stormagters historie og krige (läst 5 april 2011)
3. ↑  World Statesmen (läst 5 april 2011)
4. ↑  ”Sveriges och Norges kanaler”. Arkiverad från originalet den 28 mars 2017. https://web.archive.org/web/20170328081747/http://www.sverigesochnorgeskanaler.com/kanaler/sv/stromsholms-kanal. Läst 16 mars 2011.